# SPIE Internationale Junioren Driedaagse
Die SPIE Internationale Junioren Driedaagse (bis 2016 Driedaagse van Axel, übersetzt Drei Tage von Axel) sind ein Straßenradrennen für Junioren in den Niederlanden und in Belgien.
Das Etappenrennen wurde erstmals im Jahr 1982 ausgetragen. Regelmäßig besteht das Rennen aus vier Abschnitten an drei Tagen (Driedagse) einschließlich eines kurzen Einzelzeitfahrens. An den ersten beiden Tagen führt die Strecke flach durch die niederländische Provinz Zeeland rund um die Stadt Axel. Die abschließende Etappe findet in Belgien in den Flämischen Ardennen statt und führt von Jahr zu Jahr über verschiedene Erhebungen und Kopfsteinpflasterpassagen, die unter anderem auch bei der Flandern-Rundfahrt absolviert werden müssen.

## Palmarès
- 1982  Jack van der Horst
- 1983  Peter van de Klundert
- 1984  Herbert Dijkstra
- 1985  André van Reek
- 1986  Erik Hans Pauwe
- 1987  Raymond Thebes
- 1988  Servais Knaven
- 1989  Davide Rebellin
- 1990  Léon van Bon
- 1991  Henk Vogels junior
- 1992  Robert Koppers
- 1993  Johan Bruinsma
- 1994  Andreas Klier
- 1995  Andrij Korolev
- 1996  Vincent van der Kooij
- 1997  Bram de Waard
- 1998  Eric Baumann
- 1999  Filip Verscuren
- 2000  Marcel Sieberg
- 2001  Christian Meschenmoser
- 2002  Matti Breschel
- 2003  Kai Reus
- 2004  Paweł Mikulicz
- 2005  Thomas Riber-Sellebjerg
- 2006  Morten Birck Reckweg
- 2007  Adam Blythe
- 2008  Jasper Bovenhuis
- 2009  Jasper Bovenhuis
- 2010  Danny van Poppel
- 2011  Alexander Kamp
- 2012  Mads Würtz Schmidt
- 2013  Brent Luyckx
- 2014  Peter Lenderink
- 2015  Max Kanter
- 2016  Stefan Bissegger
- 2017  Alex Molenaar
- 2018  Alexandre Balmer
- 2019  Quinn Simmons
- 2021  Artem Shmidt
- 2022  Henrik Pedersen
- 2023  Léo Bisiaux